# Ilidža (Sarajevo)
Ilidža es una municipalidad de Bosnia y Herzegovina. Se encuentra en el cantón de Sarajevo, dentro del territorio de la Federación de Bosnia y Herzegovina. La capital de la municipalidad de Ilidža es la propia ciudad de Sarajevo.

## Localidades
La municipalidad de Ilidža se encuentra subdividida en las siguientes localidades:
- Buhotina
- Jasen
- Kakrinje
- Kobiljača
- Krupac
- Rakovica (Ilidža)
- Rudnik (Ilidža)
- Vela (Ilidža)
- Vlakovo
- Zenik
- Zoranovići

Las localidades de Gornje Mladice y Kasindo, que pertenecieron a Ilidža antes de 1991, fueron transferidas al nuevo municipio de Istočna Ilidža de la República Srpska, como resultado de los acuerdos de Dayton.

## Demografía
En el año 2009 la población de la municipalidad de Ilidža era de 53 600 habitantes. La superficie del municipio es de 143.4 kilómetros cuadrados, con lo que la densidad de población era de 374 habitantes por kilómetro cuadrado.